# Leo Walch
Leo Walch (* um 1948 in Linz) ist ein österreichischer Moderator, Sprecher und Redakteur.

## Leben und Wirken
Leo Walch war Beamter beim Amt der Oberösterreichischen Landesregierung. Später war er als Musikredakteur beim ORF Oberösterreich tätig und moderierte u. a. in Radio Oberösterreich die Sendung Volkstümliche Hitparade. Er moderiert weiters volkstümliche Musikveranstaltungen in Oberösterreich live und im Fernsehen sowie für einen Welser Privatradiosender. Er moderierte bislang über 1700 Radiosendungen, 1500 Liveauftritte und 50 Fernsehsendungen.
Außerdem war Walch bei der oberösterreichischen Wochenzeitung Wochenblick als Redakteur und Kolumnist tätig. Sein Schwerpunkt ist die Volksmusik und die volkstümliche Musik. Walch lebt in Linz.